# Chrysophyllum sanguinolentum
Chrysophyllum sanguinolentum är en tvåhjärtbladig växtart som först beskrevs av Jean Baptiste Louis Pierre, och fick sitt nu gällande namn av Charles Baehni. Chrysophyllum sanguinolentum ingår i släktet Chrysophyllum och familjen Sapotaceae.

## Underarter
Arten delas in i följande underarter:
- C. s. balata
- C. s. sanguinolentum
- C. s. spurium